# Мит, Фридрих
Фридрих Мит (нем. Friedrich Mieth; 4 июня 1888 — 2 сентября 1944) — немецкий офицер, участник Первой и Второй мировых войн, генерал пехоты, кавалер Рыцарского креста с Дубовыми листьями.

## Начало военной карьеры
В марте 1906 года поступил на военную службу фанен-юнкером (кандидат в офицеры), в егерский батальон. С августа 1907 — лейтенант.

## Первая мировая война
Командовал пехотной ротой, старший лейтенант. За время войны награждён Железными крестами обеих степеней и ещё тремя орденами. Был ранен.

## Между мировыми войнами
Продолжил службу в рейхсвере. К началу Второй мировой войны — начальник штаба 1-й армии, генерал-майор.

## Вторая мировая война
С марта 1940 года — генерал-лейтенант.
В мае — июне 1940 года — участвовал во Французской кампании, награждён планками к Железным крестам обеих степеней (повторное награждение).
С декабря 1940 года — командир 112-й пехотной дивизии.
С 22 июня 1941 года — участвовал в германо-советской войне. В декабре 1941 года награждён Золотым немецким крестом.
С ноября 1942 года — командующий войсками тыла группы армий «Юг».
С апреля 1943 года — командующий корпусом «Мит». С 20 апреля 1943 года — в звании генерал пехоты. С июля 1943 года командующий 4-м армейским корпусом. Бои на Украине. В ноябре 1943 года — награждён Рыцарским крестом.
В марте 1944 года — награждён Дубовыми листьями к Рыцарскому кресту. Бои на юге Украины, отступление в Румынию. 2 сентября 1944 года — убит в районе Яссы.

## Награды
Германская империя
- Железный крест 2-го класса (17 сентября 1914)
- Железный крест 1-го класса (11 марта 1915)
- Нагрудный знак «За ранение» в чёрном (апрель 1918)
- Баварский орден «За военные заслуги» 4-й степени с мечами (7 февраля 1915)
- Брауншвейгский крест «За военные заслуги» (22 марта 1917)

Третий рейх
- Почётный крест Первой мировой войны 1914/1918 с мечами (29 декабря 1934)
- Медаль «За выслугу лет в вермахте» 1-го, 2-го, 3-го, 4-го классов (2 октября 1936)
- Пряжка к Железному кресту 2-го класса (29 октября 1939)
- Пряжка к Железному кресту 1-го класса (4 февраля 1940)
- Немецкий крест в золоте (26 декабря 1941)
- Медаль «За зимнюю кампанию на Востоке 1941/42» (1 августа 1942)
- Рыцарский крест Железного креста с дубовыми листьями
  - рыцарский крест (2 ноября 1943)
  - дубовые листья (№ 409) (1 марта 1944)
- Дважды упомянут в Вермахтберихте (18 февраля и 8 июня 1944)

Иностранные
- Австро-Венгерский крест «За военные заслуги» 3-й степени
- Турецкая Военная медаль (29 января 1918)
- Итальянский орден Короны Италии, великий офицер (11 марта 1942)
- Румынский орден Михая Храброго 3-го класса